# هانس فان بروکلن
هانس فان بروکلن (هلندی: Hans van Breukelen؛ زادهٔ ۴ اکتبر ۱۹۵۶) یک بازیکن فوتبال اهل هلند است.

## باشگاهی
از باشگاه‌هایی که در آن بازی کرده‌است می‌توان به اوترخت، پی‌اس‌وی آیندهوون و ناتینگهام فارست اشاره کرد.

## تیم ملی
وی همچنین در تیم ملی فوتبال هلند بازی کرده است.